# الجامعة التونسية للجودو
الجامعة التونسية للجودو (بالفرنسية: Fédération tunisienne de judo أو اختصارا FTJ)‏ هي الهيئة التي تشرف على رياضة الجودو وتؤطرها وتسهر على ممارستها في تونس، إلى جانب الرياضات التابعة لها وهي جوجوتسو وآيكيدو.

الرئيس الحالي للجامعة هو إسكندر حشيشة وهو لاعب جودو سابق.

## تاريخ الجودو في تونس
ظهر الجودو لأول مرة في تونس سنة 1947. أول نادي للجودو في تونس هو نادي شارع فنلون (Rue FENELON)، والذي كان رئيسه الفرنسي من أصل جزائري، جيم الشيخ، والذي كان لديه حزام أسود دان2، وهو ما يجعل منه أول متحصل على حزام أسود للجودو في تونس. قبل الاستقلال سنة 1956، تأسست عدة نوادي في تونس العاصمة وكان يديرها فرنسيون وتونسيون. بعد الاستقلال في 1957، ولد أول نادي دي ضواحي العاصمة. قبل 1960، تم تأسيس عدة نوادي في مدينتي صفاقس وسوسة. في 1965 و1966، تم تأسيس الجامعة التونسية للجودو وأصبح لها وجود فعلي على الأرض. 

مما ساهم في إشعاع الجودو التونسي، هو إقامة 13 معلم جودو ياباني في تونس منذ 1966 (أوشيكيري، دانجو، كوتودا، سوزوكي، أوتا، إنوموتو، هاغينو، أوغوضي، أورا، ساهارا، إنوكوما، تسوجيهارا، هيكاجي)، وكذلك بطولة أفريقيا للجودو التي أقيمت في تونس العاصمة في 1968. 

بعد ذلك شهدت الجودو التونسية مشاكل عديدة وفترة صعبة، وذلك بسبب غياب المعلمين والمؤطرين والبنية التحتية. في 1993، رجعت الجودو للواجهة بفضل سياسة الدولة التي بدأت بالاهتمام بعدة رياضات على وجه الخصوص منها الجودو. 

تألقت الجودو التونسية منذ السنوات 2000، وكان لتونس عدة أبطال عالم، أنيس الونيفي (2001 و2003)، أحلام عزابي (2002)، وآخرين تحصلوا على ميداليات دولية وهم يسرى الزريبي (2002) ومحمد بوقرة (2004) وهدى ميلاد (2006)، وأيضا وصيف بطل العالم العسكرية يوسف بدرة (2007)، ومن جهة أخرى إنصاف اليحياوي المتحصلة على المركز الخامس في الألعاب الأولمبية الصيفية 2004.

## الرؤساء
- 5 مايو 2012 - الآن: إسكندر حشيشة.

## روابط خارجية
- الموقع الرسمي.